# Regina Thoss

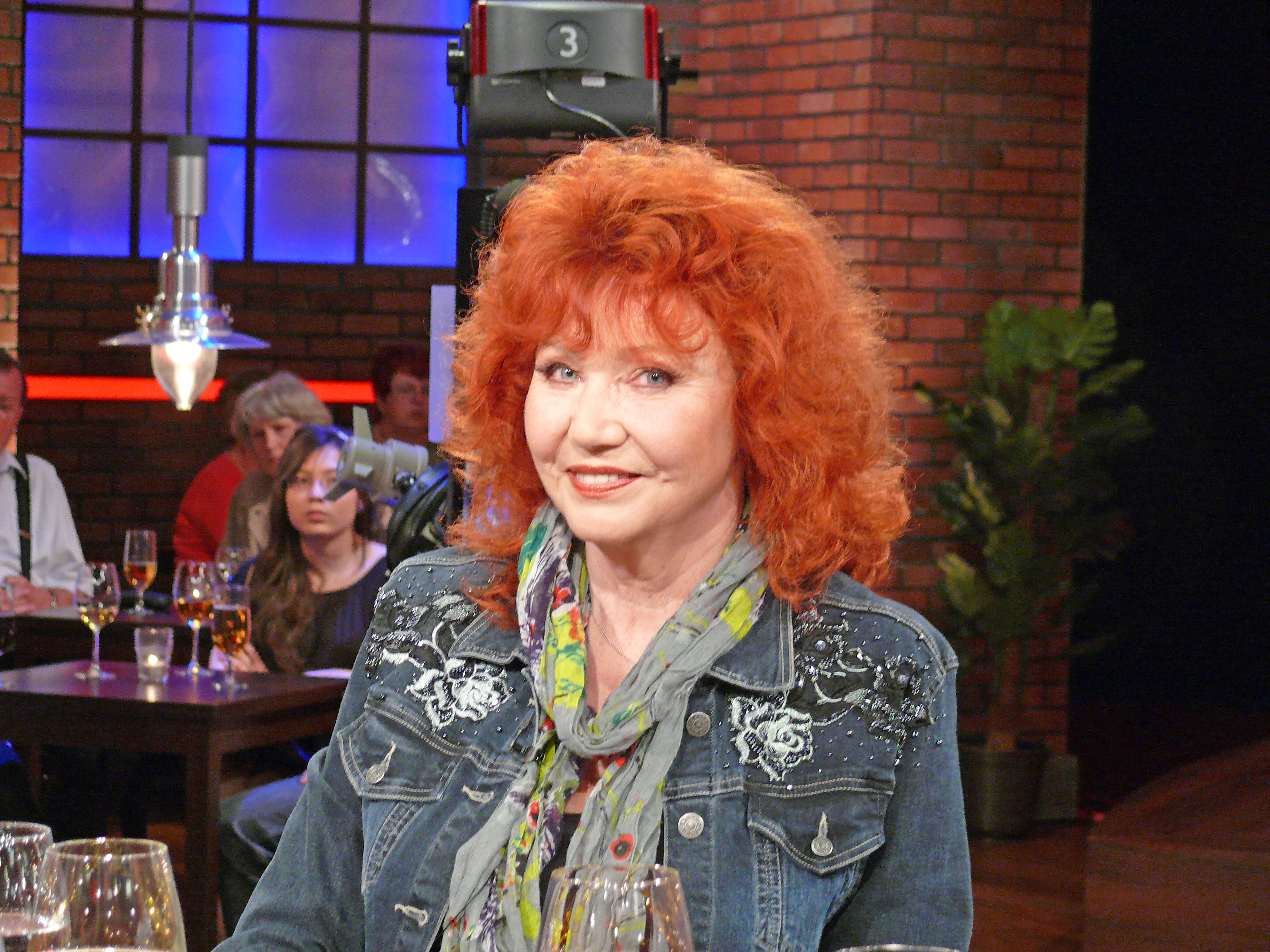
Regina Thoss in einer Talkshow

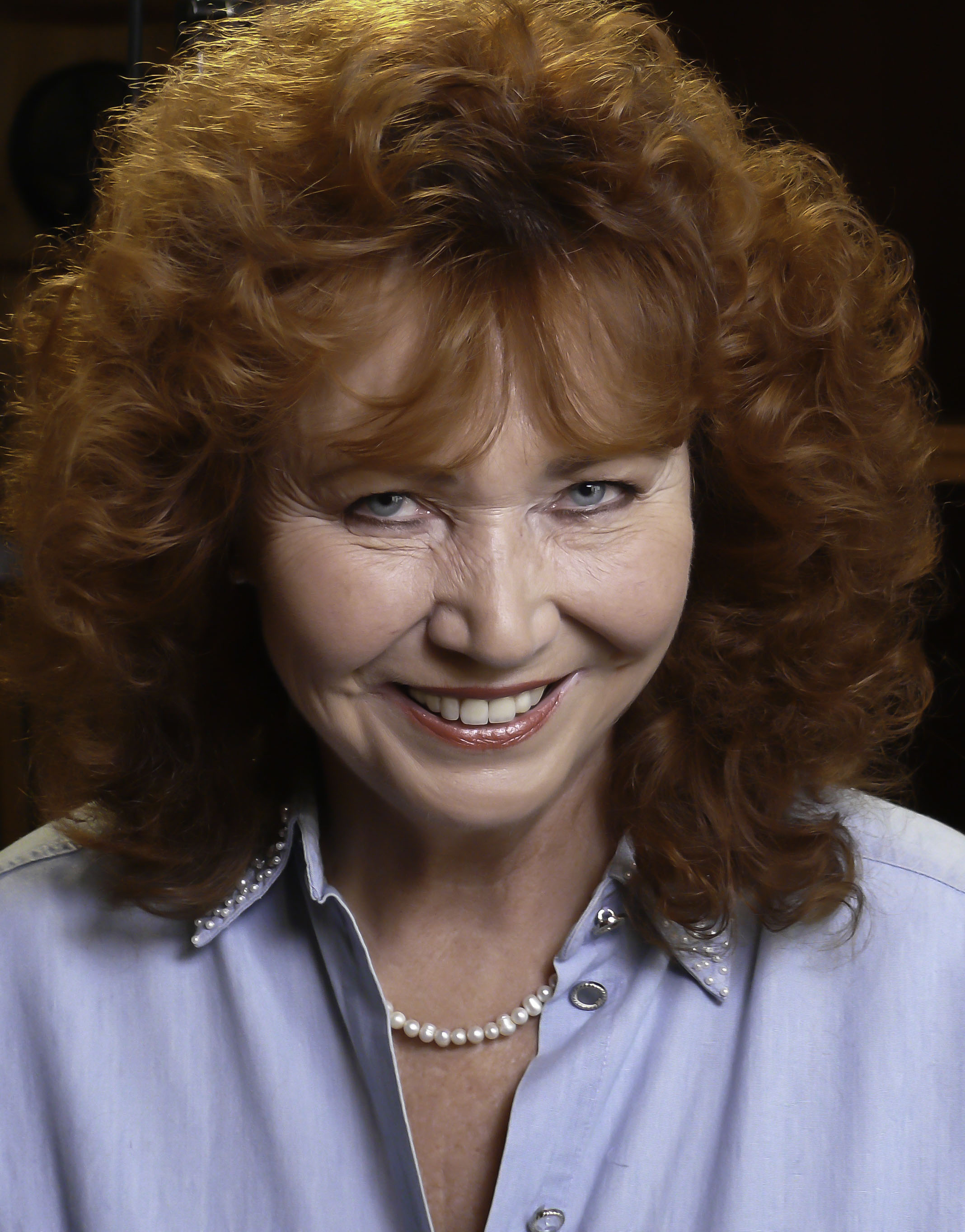
Regina Thoss (2012)

Regina Thoss (* 10. Juli 1946 in Zwickau) ist eine deutsche Schlager- und Chansonsängerin sowie Rundfunkmoderatorin.

## Leben
Regina Thoss machte schon als Achtjährige musikalische Erfahrungen im Schulchor, in dem sie als Solistin sang. Ihren ersten öffentlichen Auftritt hatte sie als 13-Jährige mit Volksmusik. Sie absolvierte eine Gesangs- und Klavierausbildung am Robert-Schumann-Konservatorium Zwickau. 1964 entdeckte sie der Talentesucher Heinz Quermann in Zwickau auf der Suche nach Nachwuchskünstlern für seine Fernsehshow Herzklopfen kostenlos, in der sie 1965 mit dem Chanson La Seine ihre musikalische Laufbahn begann. Noch im selben Jahr organisierte die Konzert- und Gastspieldirektion des Bezirkes Karl-Marx-Stadt ihre erste Tournee. 1966 erhielt Regina Thoss ihren Berufsausweis im Fach Schlagergesang.
Ihr Durchbruch gelang mit der Teilnahme am Internationalen Schlagerfestival der Ostseeländer 1966 in Rostock, bei dem sie mit dem Titel Die erste Nacht am Meer siegte. Beim 16. International Song Contest im irischen Castlebar wurde sie als beste Interpretin ausgezeichnet.
Regina Thoss war als Entertainerin mit Gesang, Tanz und Moderation in allen bekannten Fernseh- und Rundfunkshows der DDR präsent und gastierte mit ihrer Band Evergreen Juniors in der Sowjetunion, Kuba, Irak, Libyen und Polen. Im Nahen Osten gastierte sie mit dem Erich-Weinert-Ensemble. Weitere Tourneen führten sie nach Rumänien, Polen, Bulgarien, Japan, Österreich, Irland und Jugoslawien. 1973 wurde sie mit dem Kunstpreis der DDR ausgezeichnet.
Mit der Wende folgten unter anderem Auftritte im ZDF-Fernsehgarten, im Sat.1-Frühstücksfernsehen und in der Aktuellen Schaubude.
2006 arbeitete Regina Thoss mit dem Label Jay Kay Music, in der Folge wurden die drei Single-CDs Hautnah, Am Ende der Steppe und Ein Herz voller Liebe veröffentlicht. Thoss trat seither unter anderem in der Fernsehshow Die Hits des Jahres mit Bernhard Brink auf. Zum Hamburger Label Toi Toi Toi Records kehrte Regina Thoss im Jahr 2008 zurück. Das Album Leben mit dir wurde im Herbst 2010 veröffentlicht.
Seit 2008 tritt sie auch mit dem Kabarettprogramm Das Zickenkränzchen auf. Seit 2012 ist sie auch im neuen Programm Regina Thoss – einmal ganz anders zu erleben.
Seit September 2013 ist Regina Thoss an der Seite der Schauspielerin und Kabarettistin Carola Bläss in dem musikalisch-satirischen Programm Kann denn Lästern Sünde sein...? deutschlandweit unterwegs.
2016 feierte Thoss ihr 50-jähriges Bühnenjubiläum.
Thoss lebt in Berlin-Rahnsdorf und hat einen Sohn.

## Diskografie

### Alben
- Regina Thoss (1974)
- So ist die Thoss (1978)
- Die großen Erfolge (1981)
- … denn all das bin doch ich (1984)
- Wenn uns die Liebe berührt (1988)
- Am Ende zählt doch nur die Liebe (1991, Sony, Edition Herzklang)
- Für eine Handvoll Zärtlichkeit (1992, da-Music)
- The best of (1995, Vertrieb Barbarossa)
- Intensiv (1996, toi-toi-toi Records)
- Augenblicke (1997, MSE-Records)
- Schwibbogen (1998, MSE-Records)
- Ein Pfund Musik – Volume 5 (1999, toi-toi-toi Records)
- The Best Of – Volume I (2000)
- Die Liebe kommt leise (2000, MSE-Records)
- Augenblicke (2003)
- Ihre größten Erfolge (2006, Amiga-Sony / BMG)
- Leben mit dir (2010, toi-toi-toi Records)
- DANKE – das Jubiläumsalbum (2016)

### Singles
- Ein schöner Tag / Die Sonne bringt es an den Tag (1966/AMIGA 4 50 559)
- Nimm den Kuß als Souvenir (1966/AMIGA 4 50 568 A) / B-Seite: Ich möcht’ wieder zu Hause sein (Roland Neudert)
- Frag nicht den Wind (1968/AMIGA 4 50 664 B) / A-Seite: Männertreu (Ruth Brandin)
- Nach jedem Abschied sehn wir uns wieder / Irgendwann wird es sein (1976/AMIGA 4 56 217)
- Sehnsucht nach Griechenland (2005/United Media Group)
- Hautnah (2006/Perl Records)
- Am Ende der Steppe (2006/Perl Records)
- Ein Herz voller Liebe (2007/Perl Records)
- Die Art wie du mich liebst (2008/Toi Toi Toi Records)
- Solang du da bist (2009/Toi Toi Toi Records)
- Mein Grund für die Liebe (2009/Toi Toi Toi Records)
- Du bist Plus und manchmal Minus (2010/Toi Toi Toi Records)
- Für die Liebe ist es nie zu spät (2012/Toi Toi Toi Records)

## Autobiografie
- Regina Thoss: Am Ende zählt nur die Liebe – Meine Erinnerungen. Das Neue Berlin, Berlin 2006, ISBN 978-3-360-01279-1.